# تایرا نو ماساهیرا
تایرا نو ماساهیرا (به ژاپنی: 平正衡); یک سامورایی، پسر پنجم تایرا نو ماسانوری در دوره هی‌آن در ژاپن بود. پدربزرگ وی سرخاندان یک شاخه از خاندان تایرا، خاندان ایسه‌هی بود. تایرا نو ماسانوری از اجداد تایرا نو کیوموری است.